# Мадалена (Шавеш)
Мадалена (порт. Madalena) — город и район в Португалии, входит в округ Вила-Реал. Является составной частью муниципалитета Шавеш. По старому административному делению входил в провинцию Траз-уж-Монтиш и Алту-Дору. Входит в экономико-статистический субрегион Алту-Траз-уш-Монтеш, который входит в Северный регион. Население составляет 2004 человека на 2001 год. Занимает площадь 6,05 км².

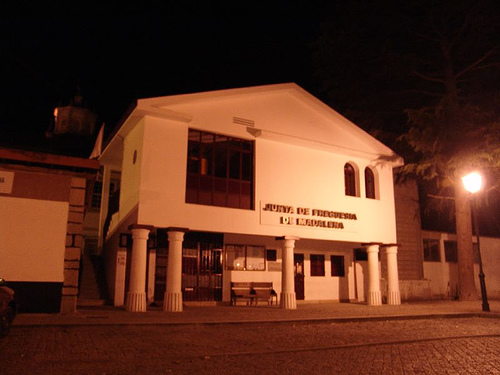